# Johannes Ocksen
Johannes Ocksen (født 5. december 1667 i København, død 13. januar 1738 i Aarhus) var en dansk biskop. Han var bror til Henrik Ocksen.
Ocksen fik sin undervisning i hjemmet, hvorfra han blev dimitteret til universitetet 1687 af en ungarsk student. Han studerede først medicin, men da han på en vidunderlig måde var bleven frelst ud af operahuset ved Amalienborg under branden 1689, forandrede han sin studieplan og kastede sig over teologien, som han studerede under vejledning af professor Hector Gottfried Masius. 
Efter at have taget embedsexamen 1690 rejste Ocksen i flere år i udlandet. Han studerede i Holland og derefter i England, hvor han en kort tid gjorde tjeneste som hofprædikant hos den danske prins Jørgen. 1691-92 rejste han i Frankrig, Schweiz og Østrig og studerede siden en tid i Leipzig. Under sit ophold i Tyskland trådte han i forbindelse med pietisterne. 
I 1693 vendte Ocksen tilbage til København. Hans prædiken i tyske kirke vakte snart opmærksomhed, også ved hoffet, hvor han ofte måtte prædike for Christian V, der udnævnte ham til informator for sin yngste søn, prins Vilhelm. I 1694 blev han præst ved Mariekirken i Flensborg. Da den senere bekendte sværmer Otto Lorentzen Strandiger 1698 blev fripræst i denne by, hvor han endnu foreløbig indskrænkede sig til at arbejde i pietistisk og særlig i filantropisk retning, fandt han understøttelse hos Ocksen.
Under den bevægelse, der snart rejste sig imod dem fra ortodoks side, afgav det teologiske fakultet i København 1703 en erklæring, hvori det udtalte ønsket om, at der måtte blive givet dem og især Ocksen tilhold om "at blive ved Guds Ord og de symbolske Bøger og ikke anbefale vildfarende og af rene Lærere forkastede pietistiske Bøger". 
Ocksen synes dog ikke at være bleven rokket i sin stilling ved denne erklæring. Frederik IV udnævnte ham 1707 til 2. hofpræst. I 1708 blev han meddirektør ved de fattiges væsen, og i forbindelse med 1. hofpræst Lütkens førte han tilsynet med missionen i Trankebar. I 1712 blev han biskop i Ribe, 1713 biskop i Aarhus og 1714 Dr. theol.. I Missionskollegiet var han korresponderende medlem til sin død.